# Puya roezlii
Puya roezlii är en gräsväxtart som beskrevs av Charles Jacques Édouard Morren. Puya roezlii ingår i släktet Puya och familjen Bromeliaceae.
Artens utbredningsområde är Peru. Inga underarter finns listade i Catalogue of Life.